# 仮名垣魯文
仮名垣 魯文（かながき ろぶん、1829年2月9日（文政12年1月6日） - 1894年（明治27年）11月8日）は、江戸末期から明治初頭にかけての戯作者、新聞記者。江戸の京橋生まれ。本名は野崎文蔵、字は能連、幼名兼吉、また庫七、後に文蔵と改めた。別号に鈍亭、金屯道人、猫々道人、和堂開珍、英魯文、戯作書太郎、野狐庵。俳号は香雨亭応一、狂名は斜月窗諸兄。

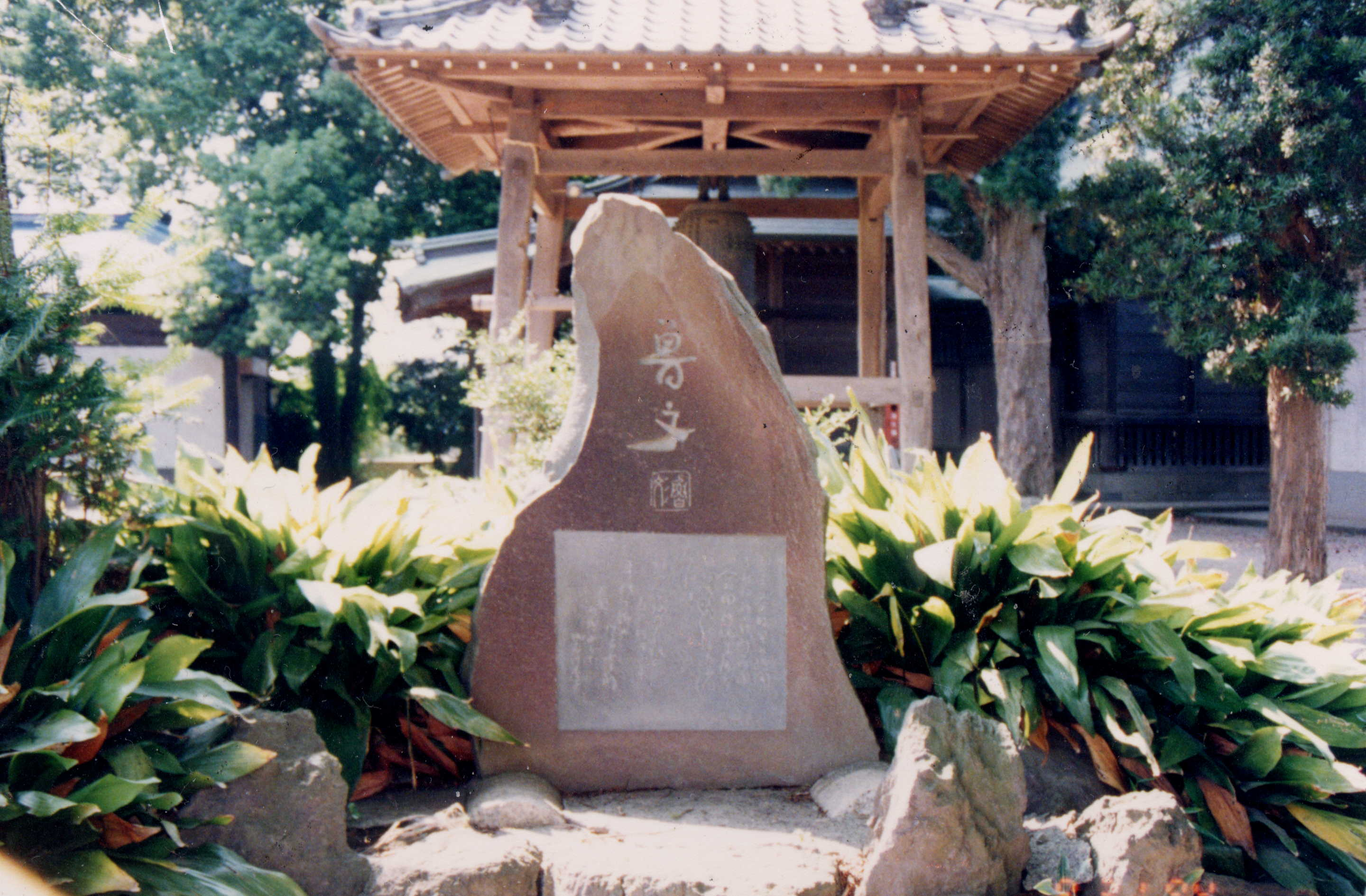
魯文の碑（神奈川県茅ヶ崎市萩園の三島神社）

## 生涯と作品

### 戯作文学者
京橋の鑓屋町に生まれる。魚屋を営む父野崎佐吉は、星窓梶葉という号を持ち俳句や狂歌を好み、文蔵も戯文や小説を好んで育った。大きな商家の丁稚となったが、人相見に小説家になれば出世すると言われ、18の年に花笠魯介文京の弟子となる。1849年（嘉永2年）19歳の時に名弘めの摺物「名聞面赤本（なをきいておもてあかほん）」を書き、それに先輩の文人や芝居作家に賛助の俳句や短歌を書いてもらったが、最後に当時82歳の滝沢馬琴に頼んで「味噌揚げて作り上手になりたくば世によく熟れし甘口ぞよし」という狂歌を贈られた。自作の執筆の他に、先輩の仕事の手伝い様々などをこなし、生活のために古道具屋や、当時の作家ではよくある売薬業も営み、牛肝煉薬黒牡丹（うしのきもねりやくくろぼたん）など何種類かの丸薬の販売を行った。
1855年に安政の大地震で生き埋めになりかけたが、三河屋鉄五郎という版元から地震にかかわる「安政見聞誌」の執筆を十両で持ちかけられ、渓斎英泉の弟子の英寿が見て回った様子を魯文が書いて、原稿料を二人で折半した。当時の後援者には、榎本総助、高野酔桜軒、豪商の勝田幾久、細木香以（津藤香以山人）などがいた。同じ香以山人の取り巻きである、条野採菊（山々亭有人）、河竹新七（黙阿弥）、瀬川如皐、河鍋暁斎、落合芳幾、其角堂永幾らとも親しくした。巻物の草双紙や滑稽本数十を著し、安政年間には名を為し、1860年（万延元年）十返舎一九流の作品『同行笠名所枝　滑稽富士詣』『荏土久里戯』は出世作となった。
筆名は初め「英」または「鈍亭」としていたが、1873年（明治6年）に仮名垣魯文とした。師の魯と文の字を取って魯文、「仮名垣」は、柳亭種彦の『正本製』三編、『当年積雪白標紙』の登場人物、赤本入道仮名垣による（歌川豊国による入道の挿絵と魯文の顔とが似ていたため）。山々亭有人たちと三題噺のグループ「粋狂連」を結成し、作品でも落語から取ってきた笑いを使っている。
魯文の門下として、伊東橋塘、花笠文京、雑賀柳香、若菜胡蝶園、野崎左文、斎藤緑雨などがあげられる。

### 明治期
明治になって十返舎一九の『東海道中膝栗毛』をもじって、滑稽本の手法で、福沢諭吉『西洋旅案内』『世界国尽』を種本にした『西洋道中膝栗毛』、続いて当時牛屋と呼ばれた鋤焼きの店を中心に当時の風物を描いた『安愚楽鍋』を書く。八犬伝を小形読み本に引き直した『仮名読八犬伝』、福沢の科学入門書『窮理図解』をもじった『胡瓜遣（きゅうりづかい）』、さらに福沢を元にして『西洋料理通』『世界都路』などを執筆。『西洋道中膝栗毛』は1870年に初編を発行し、1872までに第十一編まで刊行。1874年第十二編からは鉄径道人、総生寛が代作し、1876年十五編までで完結した。明治維新によって江戸以来の戯作文芸に批判的な風潮が生まれる中で、プロの小説家として活動した数人のうちの一人となる。その後も江戸式合巻で『松飾徳若譚』などを出版。
1872年（明治5年）に教部省から「三条の教憲」が出され、愛国や実学志向を小説で表現するようにと命じられると、条野採菊と共に「著作道書き上げ」と称する文書を提出した。

### 新聞人
この頃、戯作本は新聞に取って替わられるようになり、1873年に横浜に移って、神奈川県庁に月給二十円で勤める。売薬業も続け、妻には新聞縦覧所を経営させていた。並行して『横浜毎日新聞』に寄稿していたが、1874年に県庁を辞めて横浜毎日社員の雑報記者となり、翌年に『読売新聞』や『平仮名絵入新聞』と同じように庶民向けの新聞として、自ら『仮名読新聞』を創刊。その後書肆磯部屋などを資本主として東京に移した。芸妓の内幕についての記事「猫々奇聞」「猫晒落誌」が喜ばれ、新聞で劇評を載せたことの嚆矢でもあった。平仮名中心の紙面は、後の口語体新聞の先駆けとなった。魯文の続き物は『花裳柳絮綻（はなごろもやなぎのいとのほころび）』『夜嵐於衣花仇夢（よあらしおきぬはなのあだゆめ）』などの実話小説となり、挿絵は、猩々亭暁斎を名乗った河鍋暁斎が描いていた。1879年に高橋お伝の死刑があり、魯文はこれを実話小説「高橋お伝のはなし」と題して『仮名読』に連載し、『高橋阿伝夜刃譚』として刊行した。次いで『いろは新聞』社長。1884年『今日新聞』創刊し主筆となる。
晩年は玩物居士と号して古仏像や仏具を蒐集して、骨董にも鑑識眼を持ち、またしばしば書画会を催して収入を得た。1890年に両国中村楼で文壇退隠の名納め会を開き、所蔵する書画、骨董、書翰等一千点を来会者に配った。その後は都々逸の選者をしたり、狂歌や民謡を作る弟子の集まり「いろは連」を戯作者など47人で組織。劇通で『歌舞伎新報』でも記事を執筆した。酒は少しで、甘い物も食べず、鰻、天麩羅、ももんじ屋の猪肉が好物。芸妓を「猫」、九代目市川団十郎を「団洲」、新史劇を「活歴」と呼ぶ名付け親でもある。
1894年に新富町の自宅で没。戒名は仏骨庵独魯草文居士、谷中の永久寺に葬られた。辞世の狂歌に「快く寝たらそのまま置き炬燵生けし炭団の灰となるまで」。門人に、二世花笠文京（渡辺義方）、採霞園柳香（広岡豊大郎）、胡蝶園若菜（若菜貞爾）、蘭省亭花時（三浦義方）、二世一筆庵可候（富田一郎）、野崎左文、斎藤緑雨がいて、当時の新聞小説家は大きくこの仮名垣派と、柳亭種彦の門流の柳亭派に二分されていた。野崎左文の書いた伝記「仮名反故」（『列伝体小説史』所収）がある。

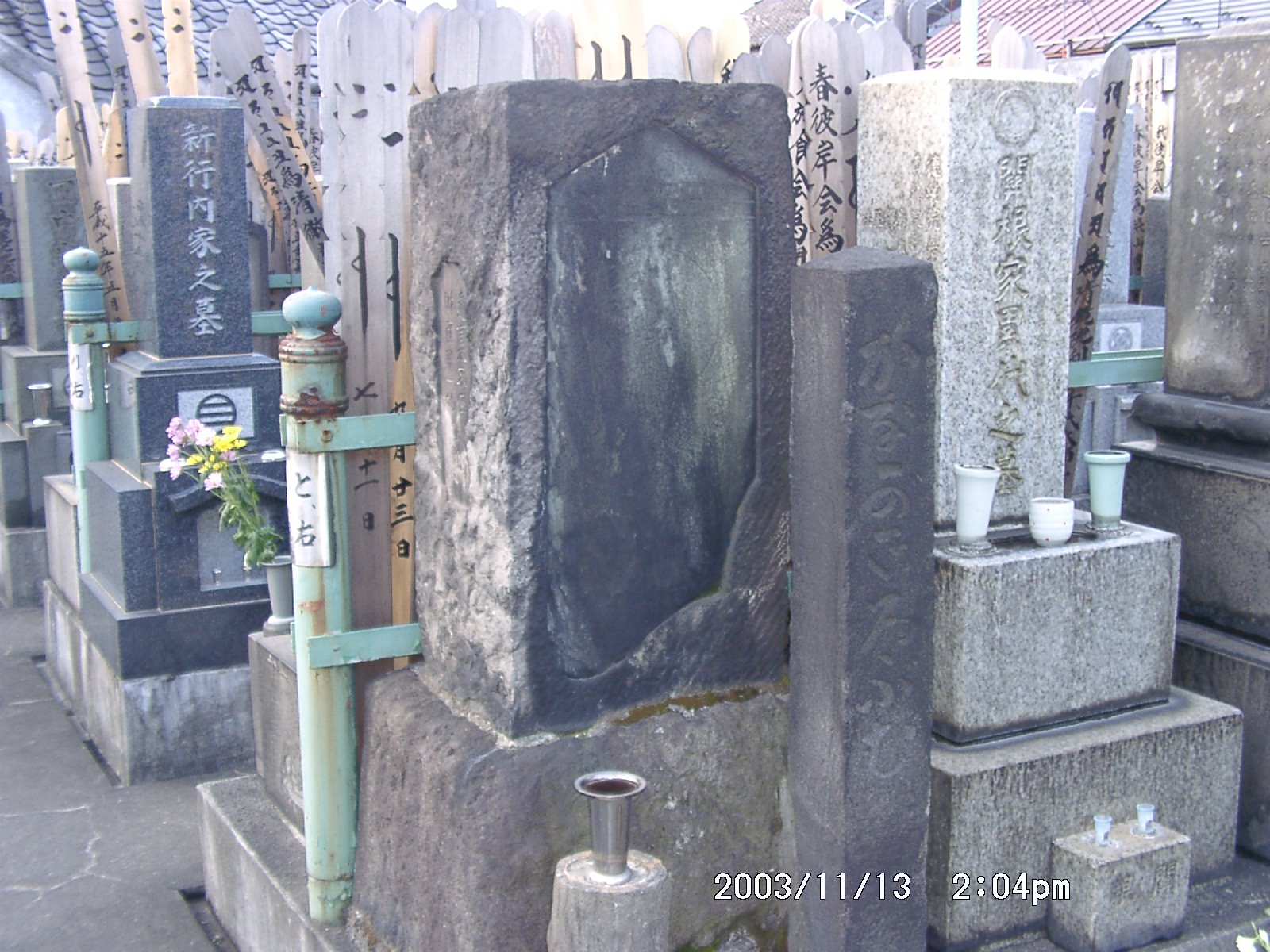
魯文の墓（東京都台東区谷中の永久寺）

### その他の仕事
現在のチラシ・ダイレクトメールにあたる「引札」の広告文案・キャッチコピーを一万枚以上書いたことでも知られ、若い頃は「案文誂所」の看板を掲げていた。
また『魯文珍報』、さらに絵師の河鍋暁斎と組んで『絵新聞日本地』という日本初の漫画雑誌を刊行した。暁斎は魯文の『安愚楽鍋』の挿し絵も描いている。
伊藤整によると、1855年当時の「作料」は、本文40枚（原稿用紙66枚）に二分（約5000円）であり、月収はせいぜい1万5千円程度、『西洋道中膝栗毛』を書いた時は一編10両で原稿用紙40枚に3万円。『仮名読新聞』主筆としては40円の月給、『今日新聞』主筆となった時の月給は70円を得た。
作品は当時の江戸っ子の話ぶりを、振り仮名を使って写実的に表しているほとんど最後の資料であり、『西洋道中記』七編上の序に添えた「仮名違片言附訛語雑字俗用集」とともに、近代国語研究史上の重要文献になっている。

## 作品リスト
- 安政風聞集（1856年）
- 安政（午秋〉頃痢流行記（1858年）
- 童絵解万国噺（1861年）
- 近世水滸伝（1862年）
- 仮名読八犬伝（-1867年）
- 薄緑娘白浪（1868-1872年頃）
- 報讐殿下茶屋聚（1868年）
- 西洋道中膝栗毛（1870-1876年）
- 安愚楽鍋（あぐらなべ、1871年-1872年） - 角書に「牛店雑談」（うしやぞうだん）とある。（初・2編明治4年4月、3編明治5年孟春）
- 松飾徳若譚（1871年）
- 胡瓜遣（きゅうりづかい、1872年） - 角書に「河童相伝」（かっぱそうでん）とある。
- 世界都路（1872年）
- 西洋器会（1872年）
- 倭国字西洋文庫（やまとかなせいようぶんこ、なぼれおんいちだいき、1872年）
- 蛸之入道魚説教（1872年）（明治5年6月。）角書に「大洋新話」、三条の教憲（教則三条）の趣旨普及をめざしたもの
- 黄金花猫目鬘（こがねばなねこめかずら、1863年）
- 倭国字西洋文庫（やまとかななぽれおんいちだいき）1873年
- 三則教の捷径（さんそくおしえのちかみち、1873年）
- 佐賀電信録（1874年）
- 格蘭氏伝倭文賞（ぐらんどしでんやまとぶんしょう、1879年）

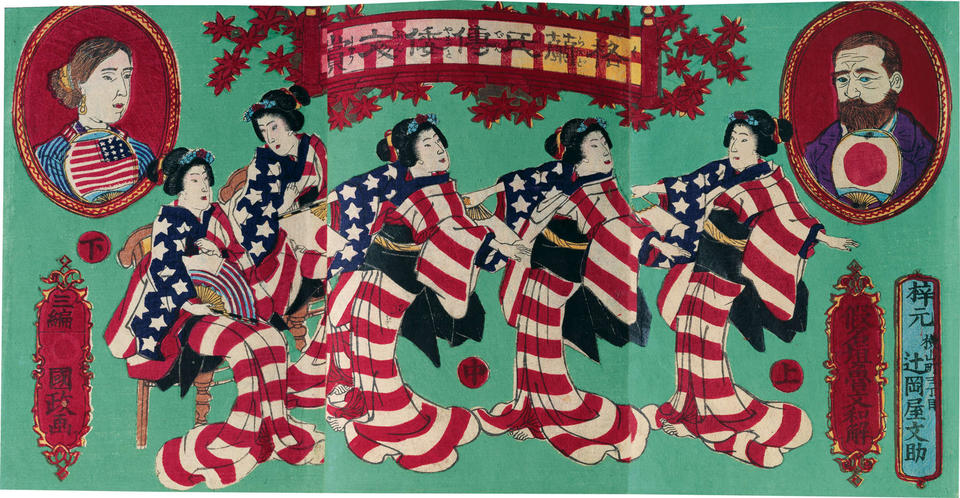
三代目歌川国貞挿絵『格蘭氏伝倭文賞』

- 高橋阿伝夜叉譚（たかはしおでんやしゃものがたり、1879年）
- 葉武列土倭錦絵(はむれっとやまとのにしきえ、1886年)
- 毒婦の行末（1889年）
- 甲府地名くらべ（出版年不明）